# Esox lucius

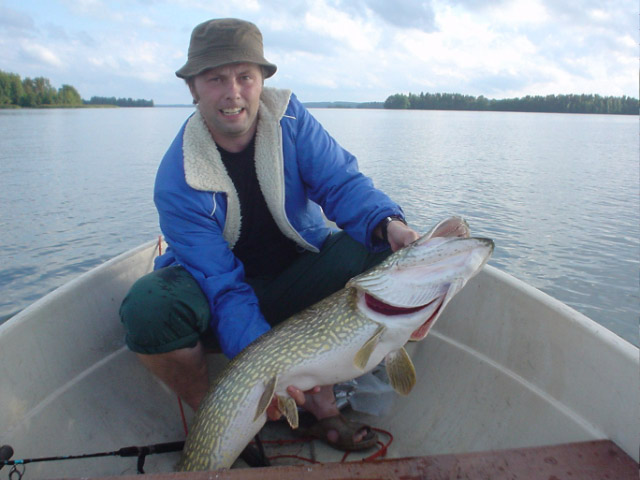
Lúcio pescado na Finlândia em 2003

O Esox lucius, uma das espécies de lúcio, é um peixe predador, de água doce, que pertence à família dos Esocidae. É um predador agressivo.

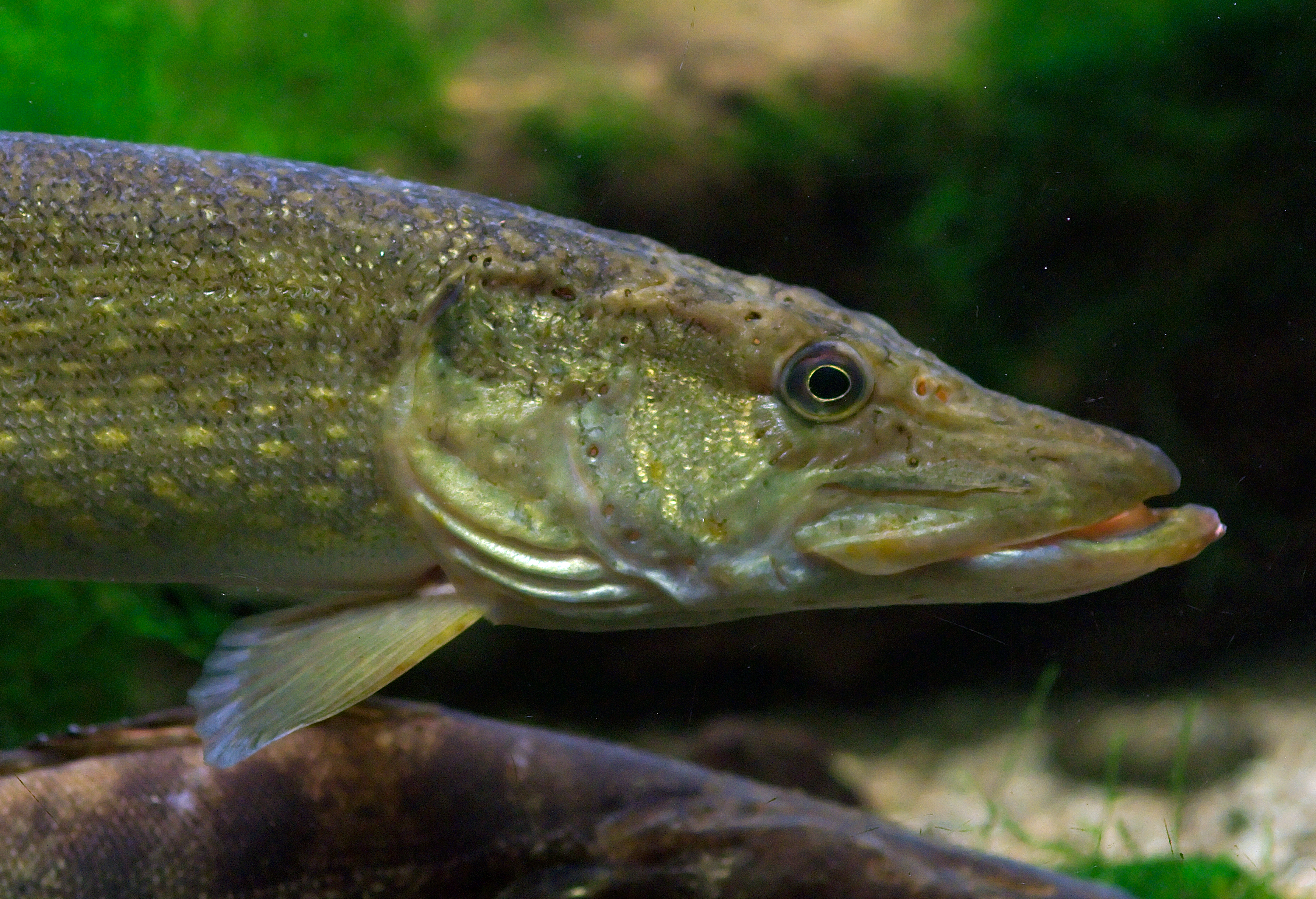
richt